# Deer Park (New York)
Deer Park ist ein Census-designated place in der nordwestlichen Ecke der Town of Babylon im Suffolk County, im Bundesstaat New York (USA). Die Volkszählung von 2020 ergab 28.837 Einwohner.

## Geographie
Der Ort liegt auf Long Island, südlich des Long Island Expressway (Interstate 495) und rund 65 km östlich von Manhattan. Die New York State Route 231 verläuft in Nord-Süd-Richtung durch die Siedlung. 
Nach den Angaben des United States Census Bureaus hat Deer Park eine Fläche von rund 16,2 Quadratkilometern.

## Geschichte
Der später „Deer Park“ genannte Ort wurde im Jahr 1666 besiedelt. Seinen heutigen Namen erhielt die Ortschaft durch das nach dem Jahr 1808 hier eröffnete „Deer Park Hotel“.